# Крист, Кали
Кали Элисия Крист (англ. Kali Elysia Christ; 9 ноября 1991 года, Реджайна) — канадская конькобежка, участница зимних Олимпийских игр 2014 года в командной гонке. Серебряный призёр чемпионата мира 2019 года на отдельных дистанциях (командный спринт).

## Биография
Кали Крист начала кататься на коньках в возрасте 3-х лет, а в возрасте 7-ми лет решила заняться конькобежным спортом в своём родном городе Реджайна, увидев его впервые по телевизору. В старших классах занималась борьбой и заняла 3-е место на чемпионате провинции в сезоне 2008/09, а также была капитаном своей школьной футбольной команды Выступала за клуб "Regina Speed Skating Club".
В возрасте 14 лет она впервые участвовала в городских соревнованиях. В сезоне 2006/07 дебютировала на чемпионате Канады среди юниоров и участвовала в зимних играх Канады, где заняла 2-е место в забеге на 1500 м и 1-е место в командной гонке. В 2010 году участвовала на чемпионате Северной Америки, где заняла 2-е место в сумме многоборья и дебютировала на чемпионате мира среди юниоров. Через год выиграла четыре золотые медали на чемпионате Канады среди юниоров на отдельных дистанциях.
На чемпионате мира среди юниоров выиграла бронзовую медаль на дистанции 1000 метров в командной гонке. В том же 2011 году она получила травму спины, которая беспокоила до конца карьеры. В сезоне 2011/12 выиграла "бронзу" на чемпионате Канады на дистанции 1500 м и дебютировала на Кубке мира. На чемпионате мира на отдельных дистанциях в Херенвене Крист заняла 9-е место в забеге на 1000 м.
В 2013 году Кали после двух 3-х мест на дистанциях 1000 и 1500 м на чемпионате страны поехала на чемпионат мира в Хамаре и заняла там в сумме многоборья 12-е место. Через месяц на чемпионате мира на отдельных дистанциях в Сочи поднялась на 5-е место на дистанции 1500 м. В октябре 2013 она заняла 2-е место в забегах на 1000 и 1500 м на олимпийском отборе в рамках Кубка мира и прошла на игры 2014 года.
На зимней Олимпиаде в Сочи в феврале 2014 года Кристи вместе с партнёршами заняла 5-е место в командной гонке, на дистанции 1000 м заняла 21-е место и на 1500 м стала 16-е место. В марте на чемпионат мира в Херенвене заняла 10-е место. В 2015 году она впервые выиграла чемпионат Канады на дистанциях 1000 и 1500 м. Следом участвовала на чемпионате мира в Херенвене, где заняла лучшее 4-е место в командной гонке и 6-е в беге на 1000 м.
На чемпионат мира в Калгари на глазах у семьи и друзей она показала личные лучшие результаты на всех четырёх дистанциях и стала второй на дистанции 500 м, заняв 8-е место в общем зачете. В сезоне 2015/16 Кристи стала чемпионом на дистанции 1500 м на чемпионате Канады, но в январе 2016 года она упала и растянула Крестцово-подвздошный сустав на её левом бедре, после чего её нога очень быстро уставала.
В феврале с травмой она заняла 14-е место на дистанции 1500 м на чемпионате мира в Коломне, после чего пропустила почти весь сезон 2016/17, чтобы понять, в чём проблема и как её лечить. В июле 2017 года она начала пролотерапию в попытке укрепить связки. Она прошла квалификацию в сборную на Кубок мира и выиграла бронзовые медали в командном спринте в Ставангере и в командной гонке в Калгари в начале декабря.
В январе 2018 года Крист заняла 2-е место в беге на 1500 м на чемпионате Канады и отобралась на олимпийские игры 2018 года. На зимней Олимпиаде в Пхёнчхане она заняла только 19-е место на своей основной дистанции 1500 м. В 2019 году впервые завоевала серебряную медаль на чемпионате мира в Инцелле в командной гонке, а в забеге на 1500 м заняла 21-е место.
В июле 2019 года она получила сотрясение мозга, из-за которого выбыла из строя на семь месяцев. В сезоне 2021/22 Крист участвовала на чемпионате четырёх континентов в Калгари, где выиграла четыре медали, в том числе золотую в беге на 1500 м.

## Личная жизнь и семья
Кали Крист поступила в Университет Калгари по программе актуарных наук, но через год оставила учёбу. Любит печь и украшать торты и кексы. Путешествует с книжкой-раскраской, чтобы снять стресс. Она делает различные вещи (кошельки, сумочки, платья и т. д.) из клейкой ленты. Её брат Киган участвовал в соревнованиях по шорт-треку и был финалистом премии Saskatchewan Sport Awards в категории "Спортсмен года среди мужчин", отец Билл работал тренером в клубе конькобежного спорта Regina в Саскачеване. Её дядя Луис Крист выступал за юниорскую и национальную сборные по легкой атлетике. Он был чемпионом национального университета.

## Награды
- 2010 год - названа спортсменкой месяца в Саскачеване
- 2011 год - названа спортсменкой года в Саскачеване
- 2012 год - получила награду long track's 2012 Rising Star Award от конькобежного спорта Канады